# Rickenbach, Luzern
Rickenbach är en ort och kommun i distriktet Sursee i kantonen Luzern, Schweiz. Kommunen har 3 695 invånare (2023).
I kommunen finns även orten Pfeffikon som var en egen kommun till och med 2012.